# Gel
Gél je poltrden ali trden sistem, v katerem neka snov ali snovi tvorijo ogrodje oz. tridimenzionalno strukturo, v to strukuto pa so umeščene manjše molekule ene ali več tekočin. Molekule tekočine so v gel vezane preko šibkih medmolekulskih intrakcij ter lahko ob primernih pogojih to strukturo tudi zapustijo. Najprepoznavnejši primer gela je želatina, v katerem polipeptidne molekule želatine tvorijo ogrodje, v katerega je ujeta voda.
V vsakdanji rabi lahko beseda »gel« pomeni katerokoli prosojno snov poltrdne ali trdne konsistence, ne glede na njeno zgradbo in sestavo.